# Kaufungen
Kaufungen is een gemeente in de Duitse deelstaat Hessen, en maakt deel uit van het district Kassel.
Kaufungen telt 12.620 inwoners.

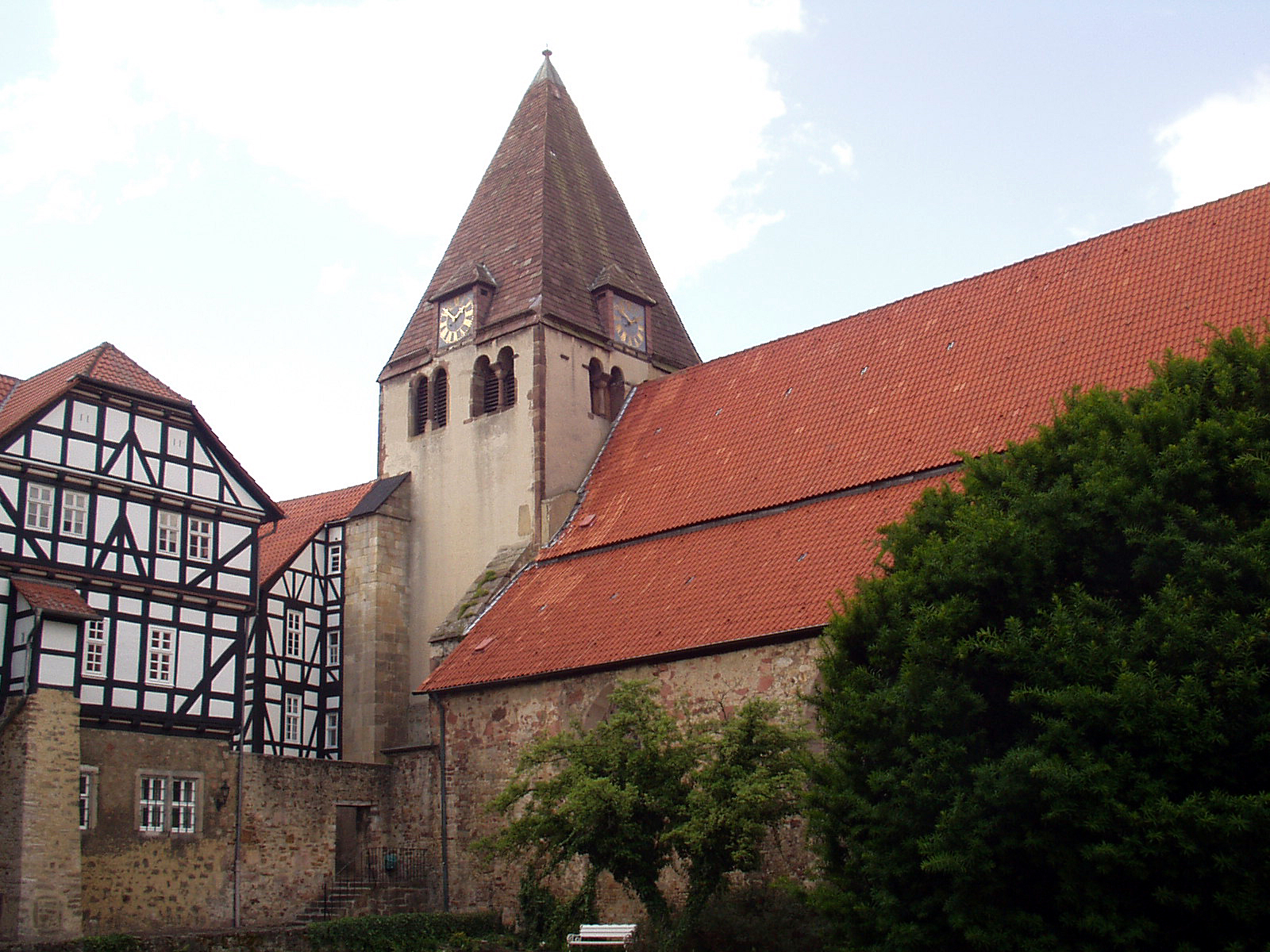
Kerk van de abdij van Kaufungen

Abdij Kaufungen is een historisch belangrijke abdij in de gemeente. Ze werd in 1017 gesticht door Cunegonde van Luxemburg.

## Partnersteden
- Ale (Zweden), sinds 1992
- Bertinoro (Italië), sinds 1997
- Budesti (Moldavië), sinds 2004

Ahnatal · Bad Emstal · Bad Karlshafen · Baunatal · Breuna · Calden · Espenau · Fuldabrück · Fuldatal · Grebenstein · Habichtswald · Helsa · Hofgeismar · Immenhausen · Kaufungen · Liebenau · Lohfelden · Naumburg · Nieste ·  Niestetal ·  Reinhardshagen · Schauenburg · Söhrewald · Trendelburg · Vellmar · Wesertal · Wolfhagen · Zierenberg